# پالمر (ایندیانا)
پالمر (به انگلیسی: Palmer) یک منطقهٔ مسکونی در ایالات متحده آمریکا است که در شهرستان لیک، ایندیانا واقع شده‌است. پالمر ۲۲۴٫۹۵ متر بالاتر از سطح دریا واقع شده‌است.